# Dinotrema glabratum
Dinotrema glabratum är en stekelart som beskrevs av Vladimir Ivanovich Tobias 2007. Dinotrema glabratum ingår i släktet Dinotrema och familjen bracksteklar. Inga underarter finns listade i Catalogue of Life.